# Thénac (Charente-Maritime)
Thénac település Franciaországban, Charente-Maritime megyében. Lakosainak száma 1702 fő (2022. január 1.). Thénac Chermignac, Les Gonds, Préguillac, Rétaud, Rioux, Saintes és Tesson községekkel határos.

## Népesség
A település népessége az elmúlt években az alábbi módon változott:
| Lakosok száma | 705  | 807  | 922  | 1582 | 1638 | 1667 | 1677 | 1675 | 1696 | 1702 |
|               | 1968 | 1982 | 1990 | 2006 | 2013 | 2015 | 2017 | 2019 | 2020 | 2022 |